# باب سوق التمر
باب سوق التمر من أبواب سور دار الخلافة العباسية في بغداد، وهو باب شاهق البناء، يسمى ايضاً بالباب القائمي. وهو ثاني أبواب سور حريم دار الخلافة، ويقع قريباً من باب الغربة. وإلى جانبه من داخل الحريم، الدار القطنية، التي تشرف على مشرعة الأبريين الذين يبيعون الأبر.
واغلق هذا الباب بُعَيد سنة 575 هجري، وأول أيام الناصر لدين الله، هذا ما اشار اليه ياقوت الحموي في معجمه. وقد ذكر القزويني ان المسترشد بالله خرج من هذا الباب وأصابه ما أصابه، فتطيّروا به وأغلقوه.